# Burchard II. von Halberstadt
Burchard von Veltheim (* um 1028; † 7. April 1088 im Kloster Ilsenburg; auch: Bucco, Buko etc.) war ein deutscher Kleriker und als Burchard II. Bischof von Halberstadt.

## Leben
Burchard stammt aus dem Adelsgeschlecht von Veltheim und war ein Neffe der Erzbischöfe Anno II. von Köln und Werner von Magdeburg. Er wurde 1057 Propst des Stifts „St. Simon und Juda“ in Goslar und dann 1059 als Nachfolger Burchards I. von Halberstadt zum Bischof des Bistums Halberstadt geweiht. 1062 beschloss die deutsch-italienische Synode von Augsburg, den auch in der Gunst der Kaiserin Agnes stehenden Burchard nach Rom zu schicken.
In der Streitigkeit um die Papstwahl vermittelte er hier im Auftrag des Königs Heinrich IV. zwischen Papst Alexander II. und dem Gegenpapst Honorius II. Obwohl der letztgenannte der deutschen Krone nahestand, erklärte Burchard aber den von Hildebrand, dem späteren Papst Gregor VII. favorisierten Alexander zum rechtmäßigen Bischof von Rom und erhielt von diesem zum Dank das Pallium.
Im Winter 1067/1068 führte der Bischof einen Feldzug gegen die heidnischen Lutizen an. Er drang bis zu ihrem Heiligtum Rethra nahe dem Tollensesee vor, zerstörte den Tempel und ritt auf dem heiligen Pferd nach Hause.  Mit dieser Tat demütigte er die Heiden ungemein. Über diesen Kriegszug berichten die Ann. Augustani a. 1068., Bertholdi Ann. a. 1067 und Bernoldi Chron. a. 1067.
Bischof Burchard II. gründete 1070 das Kloster Huysburg und 1071 das Kanonikerstift St. Paul in Halberstadt. Im gleichen Jahr konnte er den nach dem Brand von 1060 wiederhergestellten Dom von Halberstadt weihen. Pfingsten 1071 empfing er in Halberstadt zur Weihe des 1060 abgebrannten und wiederaufgebauten Domes den König, der hier die Unterwerfung des abgesetzten Bayernherzogs Otto von Northeim und anderen Sachsen entgegennahm.
1073 fand Burchard während des sächsischen Aufstandes dann offen in der Gegnerschaft zu Heinrich IV. und wurde daher am 13. Juni 1075 bei Schlacht bei Homburg an der Unstrut von königlichen Truppen festgesetzt und schließlich dem Bischof von Bamberg als Häftling übergeben.
Im Investiturstreit zwischen Papst Gregor VII. und König Heinrich IV. gehörte er auf der Reichsversammlung, die im Januar 1076 in Worms stattfand, zu den Bischöfen, die Gregor VII. den Gehorsam aufkündigten. An der folgenden Reichsversammlung im Mai 1076, auf der der Papst abgesetzt werden sollte, war er aber nicht mehr beteiligt.
Ebenfalls 1076 folgte die Verbannung nach Ungarn. Unterwegs gelang Burchard die Flucht und kehrte im selben Jahr wieder nach Halberstadt zurück. Von nun an stand Burchard offen auf der Seite aller Gegner des Kaisers, wie Rudolf von Schwaben oder Hermann von Salm. Der Konflikt zwischen Heinrich IV. und Bischof Burchard II., das sehr wechselhafte Verhältnis der beiden Persönlichkeiten zueinander und die Motive und Interessenlagen dafür hat die Forschung von jeher zur intensiven Beschäftigung gereizt.
Eine Synode von Mainz setzte Burchard 1085 ab, er wurde aus seinem Bistum verdrängt und musste im Sommer 1085 seine Stadt für kurze Zeit dem Kaiserlichen Gegenbischof Hamezo überlassen. Am 5. Juni 1087 weihte Bischof Burchard nach neunjähriger Bauzeit die neue Klosterkirche in Ilsenburg (Harz) ein.
Ab März 1088 war er in Auseinandersetzung mit dem Markgrafen Ekbert von Meißen verwickelt, der das halberstädtische Gebiet verwüstete. Burchard suchte Unterstützung bei anderen sächsischen Fürsten. Als er am 6. April 1088 in Goslar eintraf, waren dort Erzbischof Hartwig, Graf Kuno von Beichlingen und andere Fürsten anwesend, die dem Halberstädter Bischof Beistand leisten wollten. Der Bischof wurde am gleichen Tage bei einem Aufruhr in Goslar durch einen Spieß, der seine Brust durchbohrte, schwer verwundet. Den Anhängern des Bischofs gelang es, ihn in der Nacht vom 6. zum 7. April 1088 nach Ilsenburg zu bringen.
Er starb am 7. April 1088 im Kloster Ilsenburg und wurde dort in der Klosterkirche begraben.
Der Sage nach soll Burchard sehr kinderlieb gewesen sein. In diesem Zusammenhang entstand ein (ursprünglich niederdeutsches) Wiegenlied, das im Gebiet um Halberstadt, Magdeburg und Mansfeld in den verschiedensten Variationen überliefert wurde:

„Buko von Halberstadt,

bring unserm Kindken wat!

Wat soll ick ihm denn bringen?
 Rote Schuh mit Ringen,

Zucker, Rosinen und Mandelkern,

dat eßt unser Kindken gern.

Eia popeia!“

In den unruhigen Zeiten kämpften zwei Parteien um den Bischofsstuhl. Die kaiserliche Partei trat für den Domherren Friedrich ein, die Gegenpartei unterstützte Herrad. Letzterer wurde 1090 zum Bischof gewählt, vom Papst Urban II. anerkannt und drei Jahre mit dem Pallium ausgezeichnet.